# 2,2,2-三氯乙醇
2,2,2-三氯乙醇（2,2,2-Trichloroethanol）是一种有机化合物，分子式C2H3Cl3O，具有镇静和催眠的药效。20世纪前期常用的安眠药安眠药水合氯醛就是在体内代谢为三氯乙醇。

## 制备
2,2,2-三氯乙醇可以由水合氯醛的还原而成。